# Lacaune (race)
Pour les articles homonymes, voir Lacaune.
La Lacaune est une race ovine française initialement à aptitude mixte[pas clair] qui comprend aujourd'hui deux variétés : la Lacaune lait et la Lacaune viande.
 La Lacaune lait est exploitée principalement dans le rayon de Roquefort[Quoi ?] pour la production laitière surtout destinée à la transformation fromagère sous cette appellation d'origine, ses agneaux, sous-produits de l'activité laitière sont engraissés après sevrage pour la production d'agneaux destinés à la boucherie.
La Lacaune viande, bête à viande, est exploitée dans une zone géographique plus étendue[évasif], en système allaitant strict[pas clair] pour la production principale d'agneaux de boucherie engraissés sous la mère.
La race Lacaune est la race française la plus importante en effectif avec près de 1 300 000 bêtes.

## Origine
Le berceau de la race se situe dans le sud-ouest du Massif central, dans un terroir de causses et de ségalas situés en altitude, au climat difficile : très froid l'hiver, très chaud l'été et balayé par les vents.
Au XIXe siècle, la population de brebis laitières est variée dans le bassin de production du roquefort, chaque pays ayant sa préférence pour une race locale. Comme partout dans le monde paysan, les races de bétail sont rustiques et à deux fins au minimum : lait et viande ... Dans les Monts de Lacaune, les éleveurs sont les premiers à prendre en compte la baisse du prix de la laine : ils orientent alors la sélection de leur cheptel vers le rendement de la production laitière. Ce travail explique le nom « Lacaune », commune tarnaise, donné à une race dont le bassin d'élevage couvre plusieurs départements.

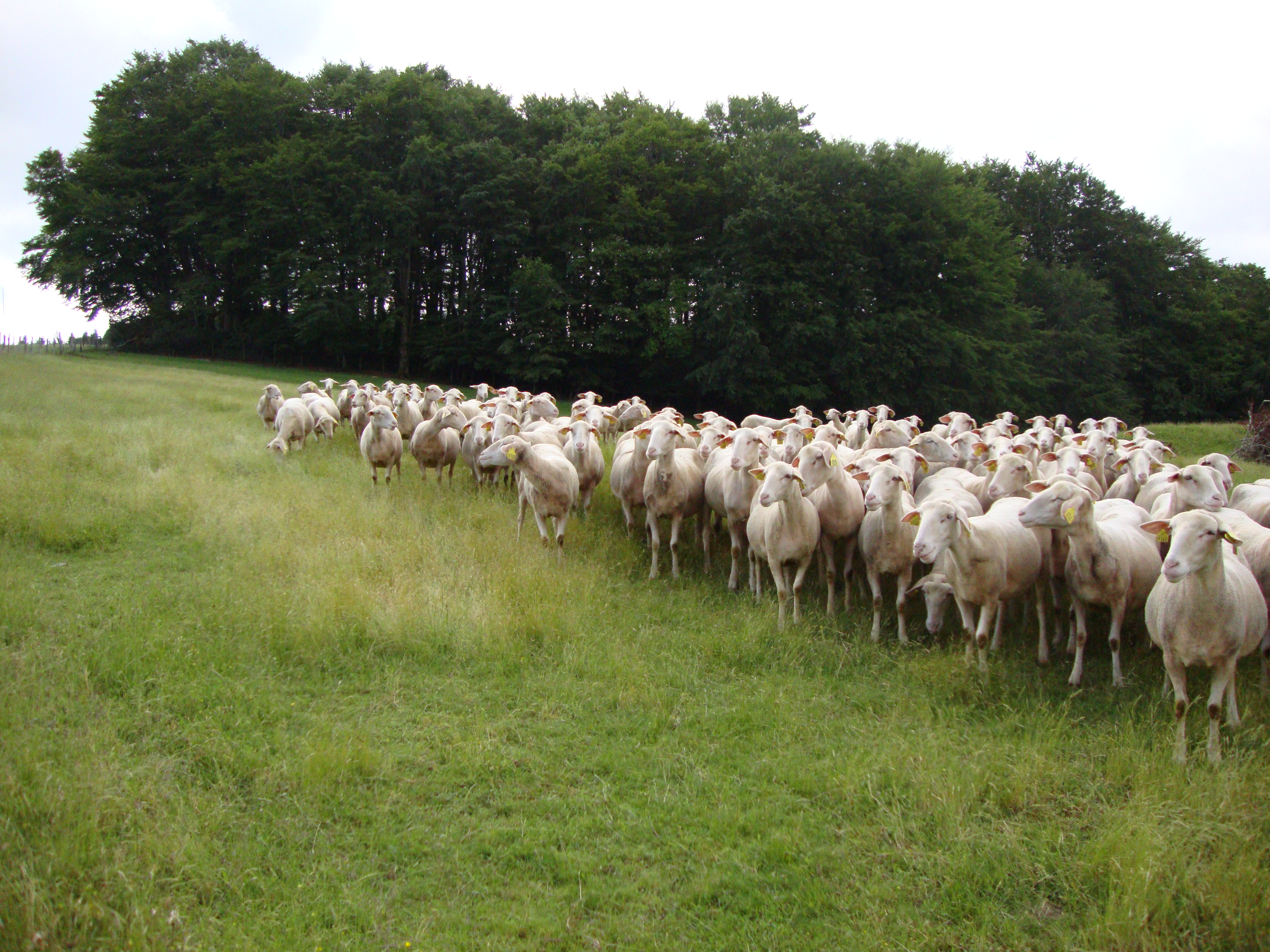
Troupeau de brebis à Anglés

Les caractéristiques de la race ont été fixées par arrêté ministériel en 1902. Le premier concours consacré à la race Lacaune s'est tenu en 1905. Le livre généalogique de la race (flock-book) a été créé en 1942 après fusion des races Camarès, Larzac et Lauragaise. 
Elle est aujourd'hui exportée pour améliorer la production laitière de races rustiques. 
La sélection actuelle est orientée dans deux directions: la constante amélioration du potentiel laitier pour les lignées femelles et la conformation de carcasse des agneaux pour les lignées mâles. Ainsi, les éleveurs peuvent utiliser des femelles à bonne production laitière avec des mâles à production bouchère donnant des agneaux qui deviennent un peu plus qu'un sous-produit de la production laitière.

## Morphologie
C'est une race de format moyen à lourd. La brebis lacaune pèse de 70 à 80 kg pour une hauteur au garrot de 70 à 80 cm. les mâles pèsent de 95 à 110 kg. Elle se caractérise par une tête fine au profil légèrement busqué. Elle n'a pas de cornes. La laine forme une toison de laine fine de 1,5 à 2 kg (2,5 kg pour les béliers) laissant à découvert la tête, le cou, les pattes et le ventre, toutes parties recouvertes de fins poils blancs.
La toison est blanche, mais le décret de protection d'appellation du roquefort intègre les brebis du type racial de couleur noire, preuve de leur existence.

## Effectif

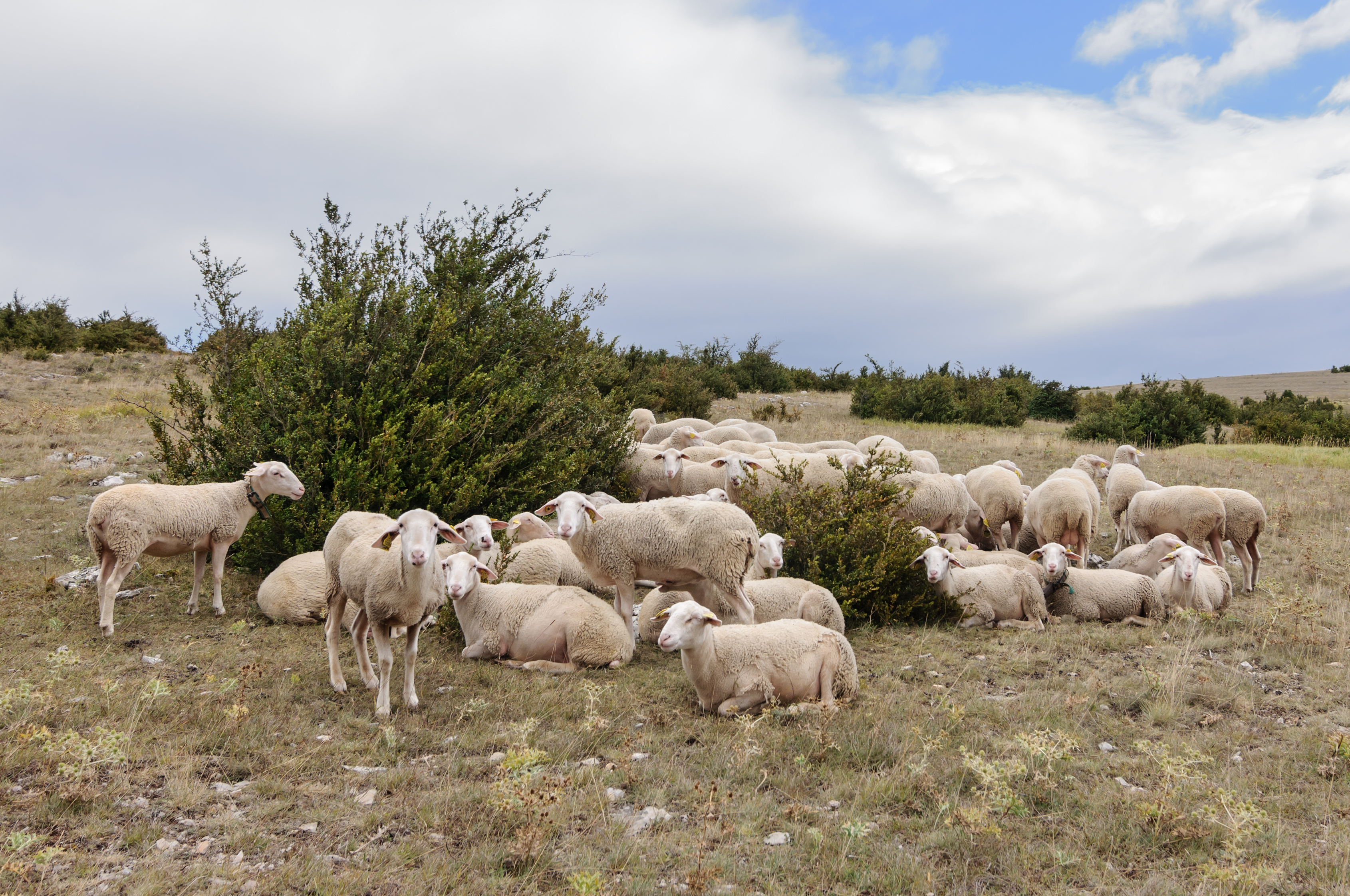
Troupe de brebis Lacaune dans le causse Méjean (Lozère)

Le troupeau compte plus d'1 300 000 brebis, soit environ 20 % du cheptel ovin en France. 840 000 brebis sont reproductrices. 160 000 brebis et 10 000 béliers sont inscrites au registre généalogique. 40 % des mâles sont disponibles à l'insémination artificielle.

## Sélection génétique
Dès 1946, la sélection a orienté la race vers une augmentation de la production laitière. À partir des années 1970, une « branche viande » s'est créée. Le but était de créer des béliers « bouchers » que les éleveurs pourraient utiliser sur leur cheptel laitier dans le but de produire des agneaux à rentabilité supérieure.
Environ 80 % sont spécialisées dans la production laitière (autour de 200 litres de lait par lactation, c'est la championne française). Il existe une Lacaune viande, élevée pour la production de béliers reproducteurs: ils sont élevés dans les troupeaux laitiers pour apporter un plus économique dans la valorisation des agneaux. On les trouve principalement dans la région Midi-Pyrénées (80 %), essentiellement dans l'Aveyron et le Tarn, et la région Languedoc-Roussillon (11 %).

## Production laitière
Au début du XXe siècle, une brebis donnait quelques dizaines de litres de lait par an[réf. nécessaire]. Aujourd'hui, via l'insémination artificielle, la sélection génétique des bêtes au plus grand rendement laitier permet une moyenne de 200 litres par an et par brebis.

## Système d'exploitation
La conduite d'une exploitation agricole ovine laitière en système Lacaune lait associe l'exploitation laitière à titre principal d'une part et la production d'agneaux dévolus à la boucherie d'autre part. Ceux-ci sont soit vendus au sevrage pour un engraissement dans des ateliers spécialisés soit engraissés sur place au sein de la ferme

## Fromages élaborés à partir du lait de brebis lacaune
- Roquefort
- Pérail
- Tome
- Rebarbe

## Galerie

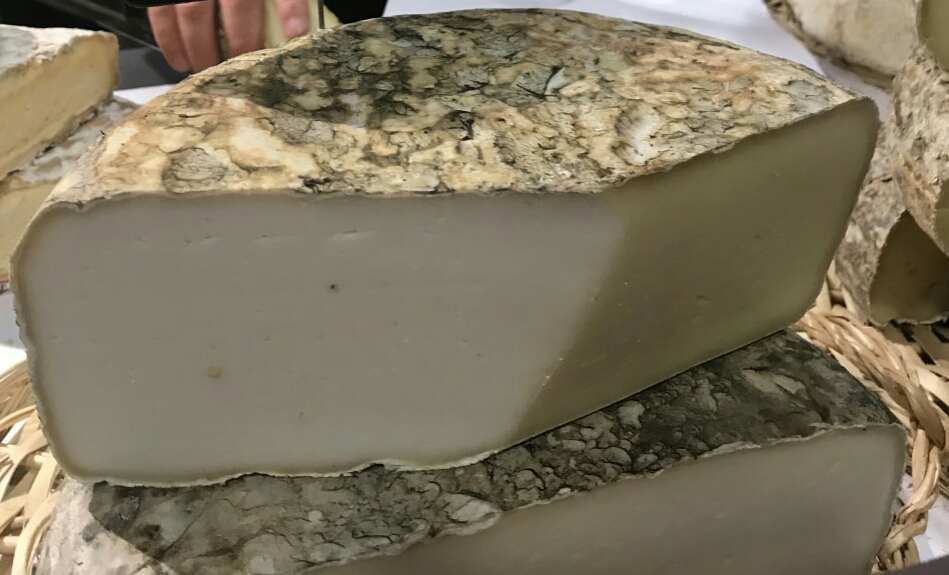
Tomme de brebis Mont-Lacaune
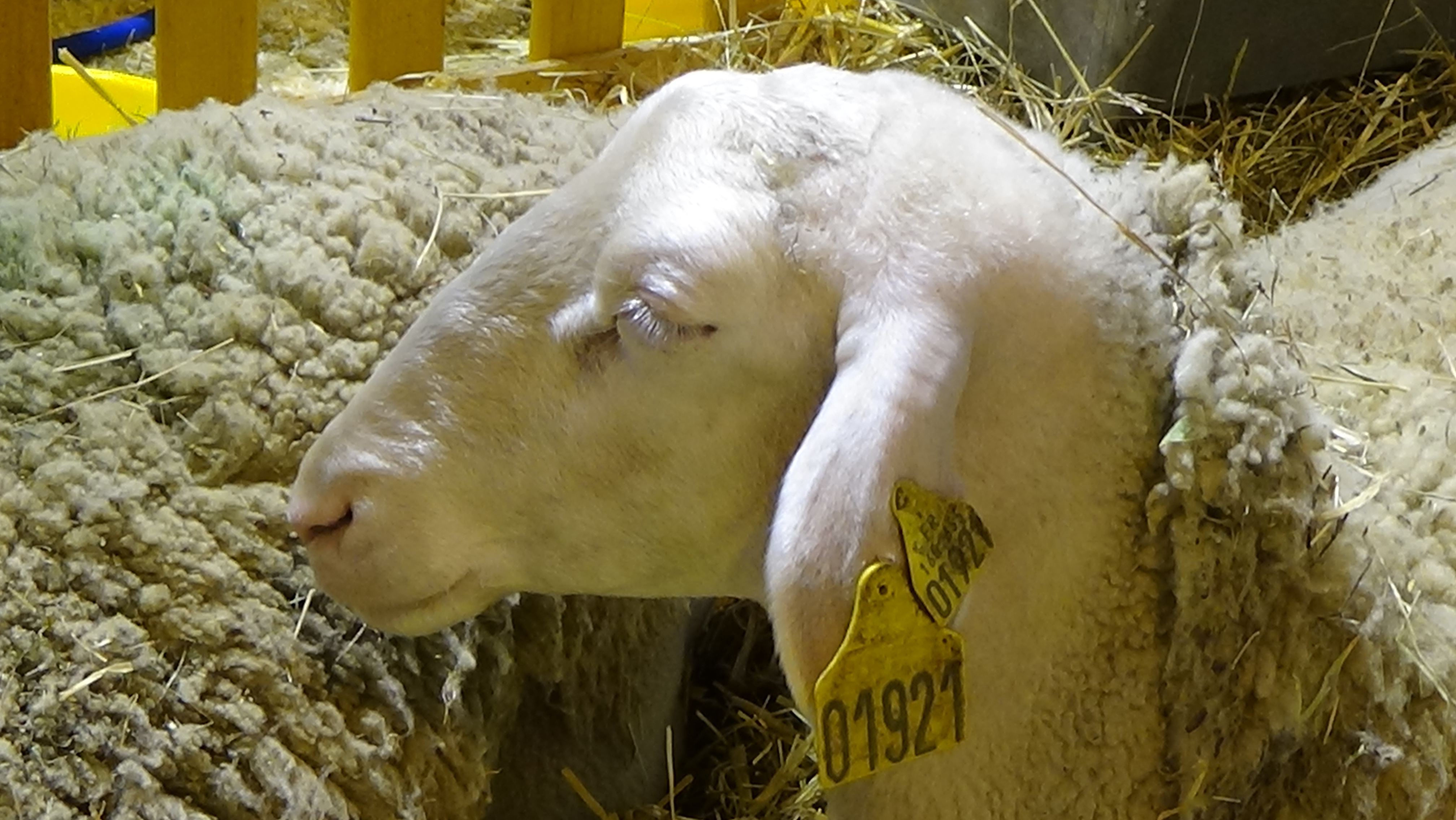
Lacaune (lait), Salon international de l'agriculture 2015.
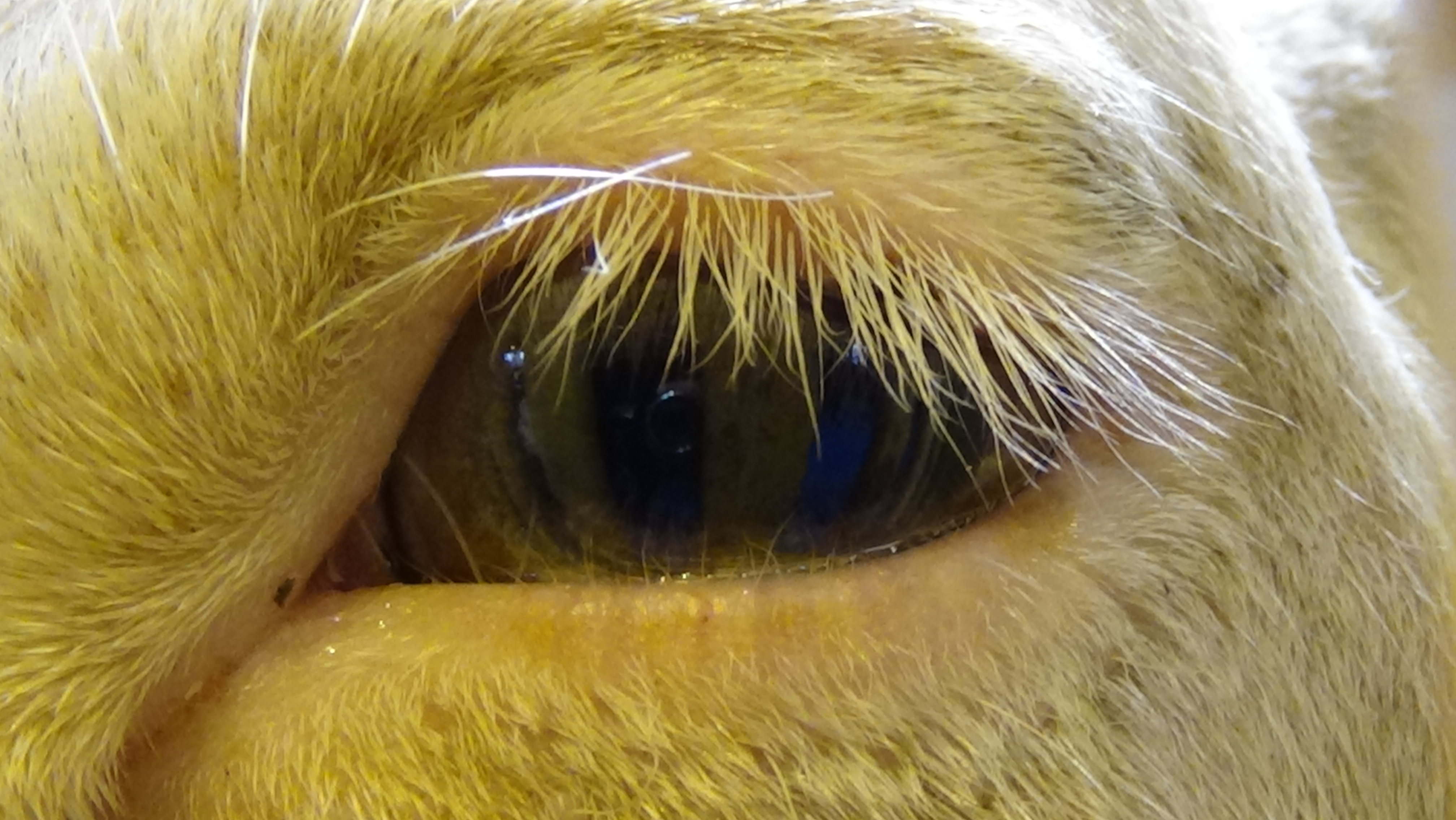
Œil, Lacaune (lait), Salon international de l'agriculture 2015.